# Der Biberpelz (1937)
Der Biberpelz ist eine deutsche Verfilmung der gleichnamigen Theaterkomödie von Gerhart Hauptmann.

## Handlung
Im späten 19. Jahrhundert, in einem deutschen Fürstentum: Baron von Wehrhahn übernimmt sein Amt als Amtsvorsteher von Köckeritz. Er geht mit großen Eifer an die Verfolgung angeblicher Staatsfeinde und lässt daher Dr. Fleischer bespitzeln, den er verdächtigt, geheime politische Treffen zu veranstalten. Dabei übersieht Wehrhahn die Straftaten, die tatsächlich begangen werden: Die Wäscherin Auguste Wolff begeht immer wieder kleinere Diebstähle und verkauft zudem die Tiere, die ihr Mann Julius illegal im Wald geschossen hat. Ihre Töchter Leontine und Adelheid sind Dienstmädchen in den Häusern wohlhabender Bürger. Adelheid ist bei Krüger angestellt, bei dem auch Dr. Fleischer als Untermieter lebt. Als sie spät abends bei Regen und Kälte Holz ins Haus bringen soll, weigert sie sich und wirft ihre Anstellung hin. Dadurch erfährt Auguste von dem unbeaufsichtigt an der Straße liegenden Brennholz und stiehlt es. Zudem erzählt Adelheid, Herr Krüger habe sich eine Biber-Pelzjacke gekauft. Auguste stiehlt auch diese und verkauft sie an den Schiffer Wulkow.
Krüger bringt die Diebstähle bei Wehrhahn zur Anzeige. Dieser wimmelt Krüger aber ab und glaubt ihm nicht, da er ihn für einen Freund seines Untermieters Dr. Fleischer und damit ebenfalls für politisch unzuverlässig hält. Auguste und Adelheid täuschen den Fund einer Pelzmütze an der Bahnstrecke vor, damit Wehrhahn glaubt, der Dieb habe die Stadt per Bahn verlassen. Und so bleibt Auguste, die bei allen als rechtschaffene und gütige Frau gilt, zunächst unbehelligt.
Leontine und Dr. Fleischer kommen sich indessen näher. Sie steckt in einem Zwiespalt: Einerseits lehnt sie die Diebstähle ihrer Mutter ab, will sie aber auch nicht verraten und dadurch ins Gefängnis bringen. Fleischer gegenüber will sie ehrlich sein, muss aber trotzdem ihre Mitwisserschaft verschweigen. Dieser innere Konflikt treibt sie zu einem Suizidversuch durch Ertränken im Fluss, wobei sie aber von Fleischer und Wulkow gerettet wird. Durch dieses Ereignis wachgerüttelt, will Auguste von nun an ein ehrliches Leben führen. Sie gibt Krüger den Pelz zurück, der auf eine Anzeige verzichtet.
Wehrhahn glaubt, Dr. Fleischer baue heimlich an einer Waffe und plane ein Attentat auf den Fürsten. Als der Fürst trotz der Warnungen Wehrhahns nach Köckeritz reist, klärt sich der Irrtum jedoch auf: Der Ingenieur Dr. Fleischer baute nicht an einer Waffe, sondern an einem neuartigen Vergaser, und seine angeblichen Komplizen sind tatsächlich Mitarbeiter der Daimler-Motoren-Gesellschaft, denen er sein Patent verkaufen wollte. Und so endet die Geschichte versöhnlich mit der Hochzeit von Leontine und Dr. Fleischer.

## Abweichungen vom Drama
In Hauptmanns literarischer Vorlage gibt es weder den Suizidversuch Leontines noch die Reue der dort nur Mutter Wolffen genannten Auguste: Das Stück endet damit, dass sie nach Wehrhahns fehlgeleiteter Untersuchung die Amtsstube unbescholten verlassen darf. Zudem ist Dr. Fleischer im Drama ein Autor und im Film ein Ingenieur. Im Ganzen konzentriert sich das Drama stärker auf die Lebensumstände der Familie Wolff und Augustes Beweggründe für ihre Straftaten. Im Film liegt der Fokus stärker auf der parodistischen Darstellung des jähzornigen und seinem Fürsten treu ergebenen Wehrhahn.

## Produktion
Der Film war eine Produktion der FDF Fabrikation Deutscher Filme GmbH und kam am 3. Dezember 1937 in die deutschen Kinos, kurz nach dem 75. Geburtstag Gerhart Hauptmanns. Ab 1938 lief er in Österreich und ab 8. September 1939 unter dem Titel The Beaver Coat auch in den USA.

## Rezeption
„Eine Charakterkomödie aus der Vorkriegszeit mit vorsichtigen Spitzen gegen Obrigkeitsdenken und Staatsmacht.“